# Verena Araghi

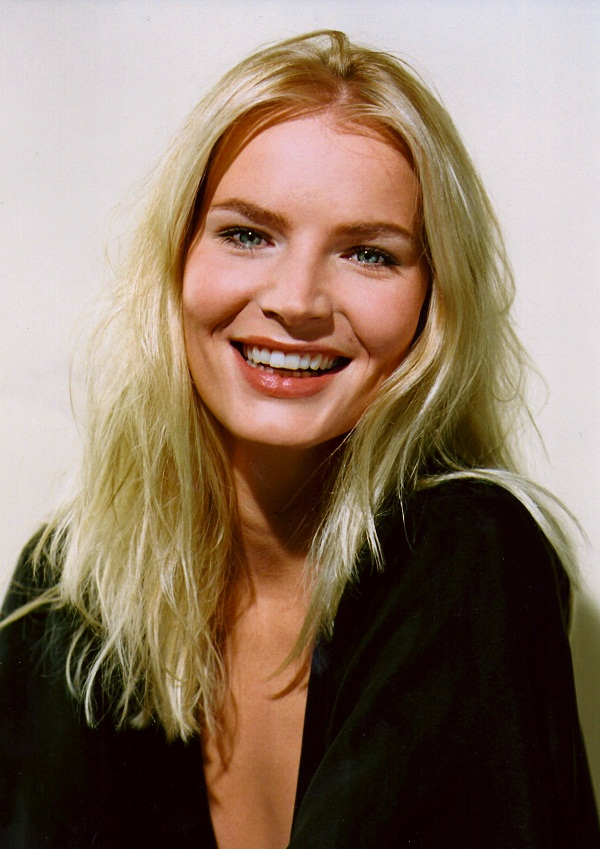
Verena Araghi (2012)

Verena Araghi (* 18. November 1975 in Gießen, Hessen) ist eine deutsche Journalistin und ehemalige Schauspielerin.

## Biografie
Verena Araghi wurde als Moderatorin der RTL-2-Erotikshow Peep! bekannt. Danach folgten 40 Folgen bei Gute Zeiten, schlechte Zeiten. Sie blieb auch in den nächsten Jahren schwerpunktmäßig für das Fernsehen in Serienfolgen zu sehen, so z. B. in Berlin, Berlin, Tatort, Bernds Hexe, SOKO Kitzbühel und Mit Herz und Handschellen. 2006 war sie das letzte Mal in Balko im Fernsehen zu sehen.
Ihre journalistische Karriere begann, als Spiegel-Kulturchef Matthias Matussek sie 2005 als Redakteurin zum Spiegel holte. Danach arbeitete sie bis 2008 als freie Redakteurin für Spiegel Online, außerdem für das Magazin der Süddeutschen Zeitung.
Verena Araghi wohnt in München und ist in zweiter Ehe verheiratet. Aus der ersten Ehe hat sie eine Tochter und aus der zweiten zwei Söhne.

## Filmografie
- 1999: Moderatorin bei Peep!
- 1999: Tach, Herr Dokter! – Der Heinz-Becker-Film
- 2000: GZSZ (Fernsehserie, 40 Folgen)
- 2002: Kommissar Rex – Blond, tot, hübsch
- 2003: Berlin, Berlin (Fernsehserie, 2 Folgen)
- 2003: Bernds Hexe – Der Steinzauber
- 2003: SOKO Kitzbühel – Maximaler Profit
- 2004: Tatort – Schichtwechsel
- 2004: München 7 – Vanessa
- 2005: Mit Herz und Handschellen – Abgekartetes Spiel
- 2006: Balko – Tini zu Greifenau